# Queso añejo

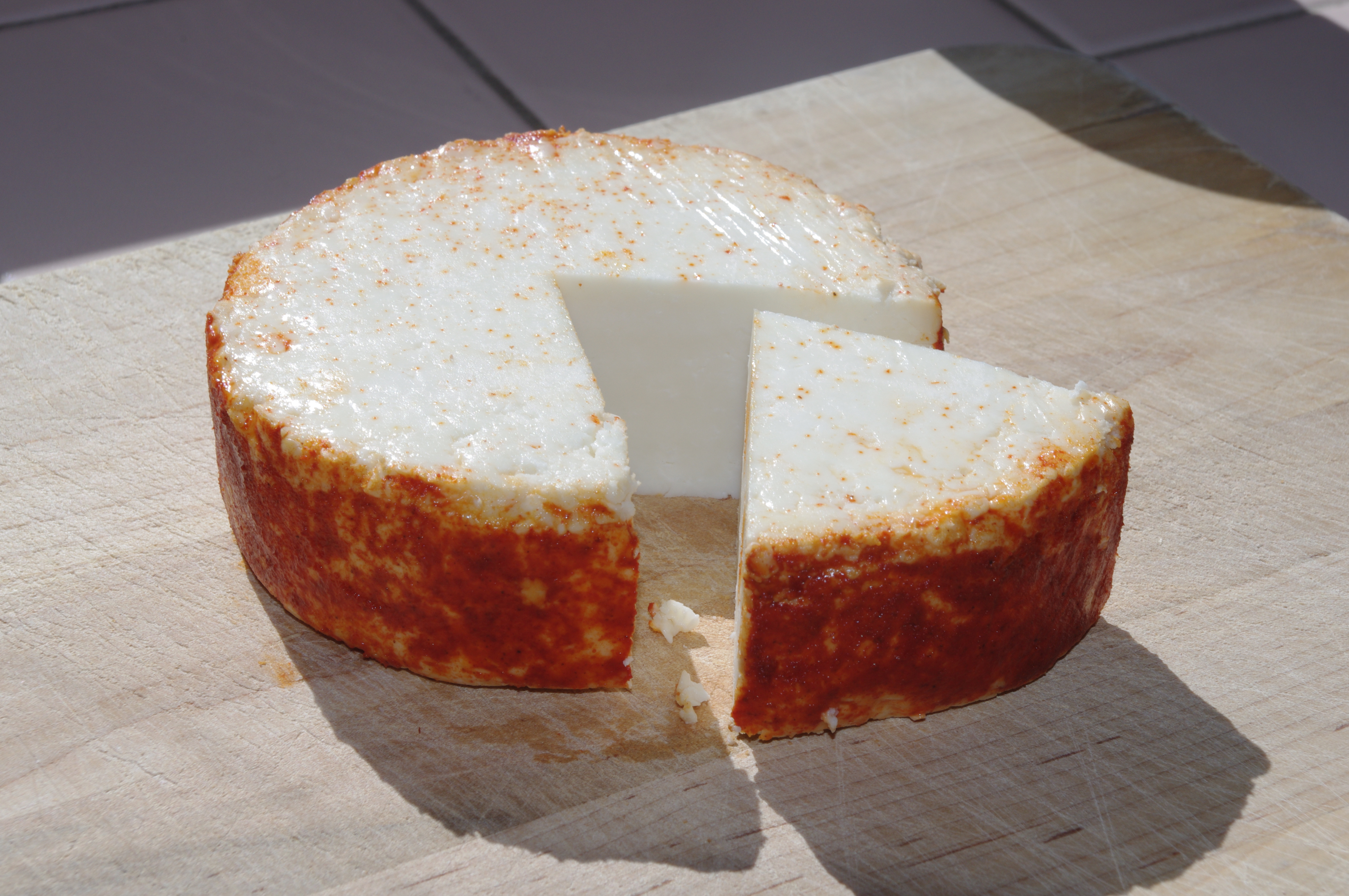
Añejo Queso (Queso añejo)

El queso añejo es un queso fresco de leche descremada, que ha sido envejecido y es típico de México. Tiene una textura firme, y tradicionalmente se elabora con leche de cabra, aunque es más frecuente encontrarlo a base de leche de vaca. Una vez hecho, se enrolla en pimentón para agregar sabor adicional a su sabor salado y picante, que es algo similar al parmesano o al romano, pero no con un sabor tan fuerte como el cotija. Como queso fresco, se desmorona fácilmente. Cuando se seca, adquiere una textura firme, lo que permite que se triture o ralle fácilmente. El queso añejo es un buen queso para hornear o asar, que generalmente se espolvorea encima o se rellena en enchiladas, burritos y tacos. También se puede encontrar a la venta el queso añejo enchilado, es decir, espolvoreado con chile.